# Селтік (1901)
RMS Celtic (укр. Селтік) — британський океанічний лайнер класу «Великої Четвірки», що перебував у власності компанії «White Star Line», якою і експлуатувався. Ходив під прапором Великої Британії із портом приписки в Ліверпулі. Перший із «Великої Четвірки».

## Історія судна
Судно спроектоване та закладене на верфі «Harland and Wolff» у Белфасті, нині Північна Ірландія. Спуск на воду відбувся 4 квітня 1901 року. 11 липня 1901 року судно здано в експлуатацію та передано на службу флоту компанії-замовника. 26 липня того ж року здійснило перший рейс з Ліверпуля до Нью-Йорка. Протягом кар'єри експлуатувався переважно як трансатлантичний лайнер між портами Британії та США. 
Протягом Першої світової війни використовувався у якості крейсера забезпечення. Після повернення до складу флоту «White Star Line» був модернізований, в результаті чого двигуни переобладнані на живлення рідким паливом.
10 грудня 1928 року «Селтік» сів на мілину поблизу узбережжя Ірландії, в результаті чого був виведений з експлуатації. Незважаючи на незначні ушкодження, у 1933 році судно списане на металобрухт.